# Tiramisu

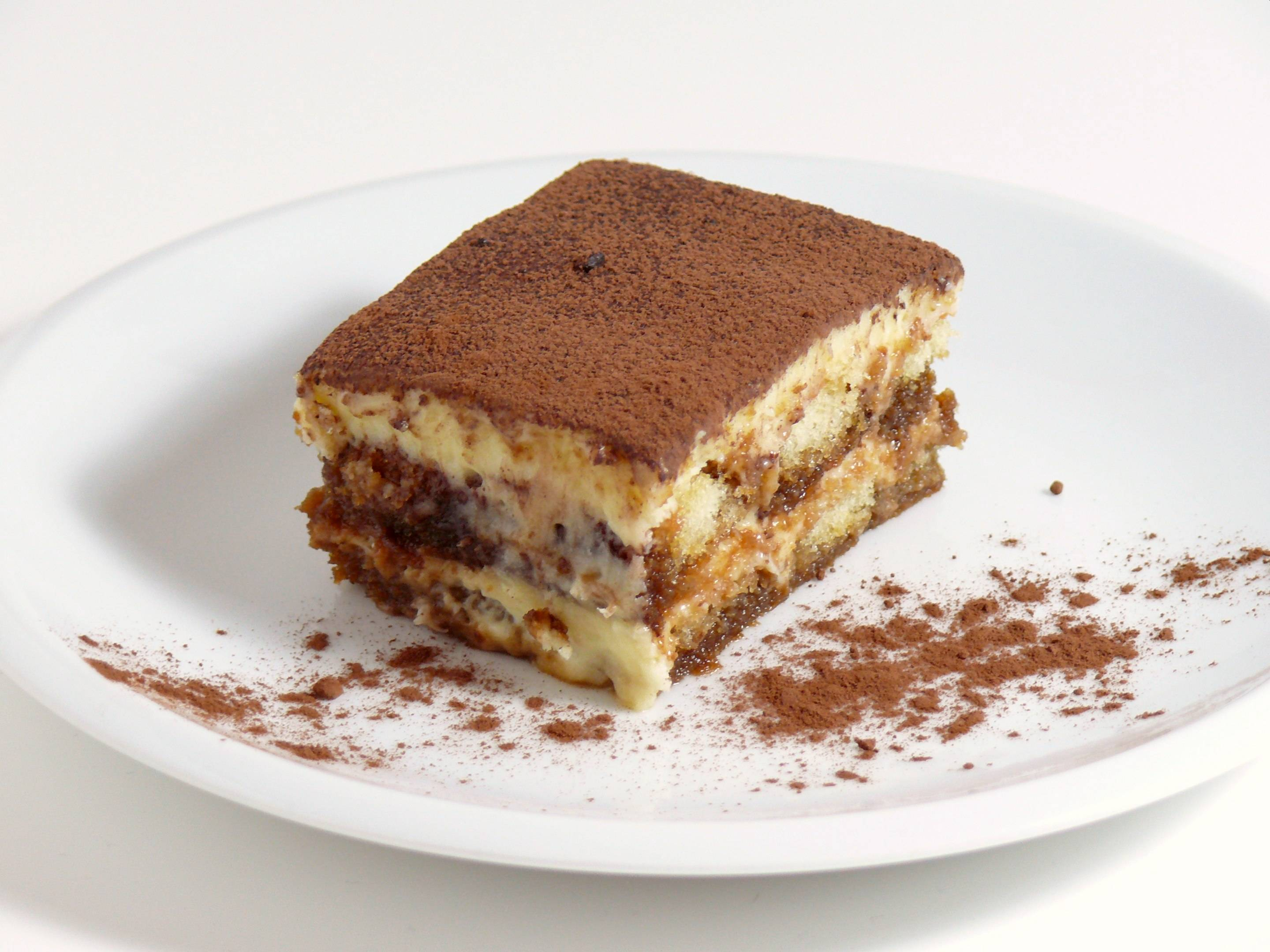
Klassisches Tiramisu

Das Tiramisu (italienisch Tiramisù [tiramiˈsu], wörtlich „zieh mich hoch“) ist ein Dessert aus der italienischen Region Venetien, das weit über seinen Entstehungsort hinaus bekannt wurde.
Es besteht aus abwechselnden Schichten von Löffelbiskuits und einer Creme aus Mascarpone, Eigelb und Zucker. 
Die Löffelbiskuits werden mit kaltem Espresso beträufelt, der mit Marsala oder Amaretto, alternativ auch mit Weinbrand oder einem anderen alkoholischen Getränk aromatisiert werden kann. Das Dessert wird geschichtet und dann mehrere Stunden gekühlt, so dass es fest wird. Vor dem Servieren wird die abschließende Cremeschicht mit reichlich Kakaopulver bestäubt.

## Geschichte

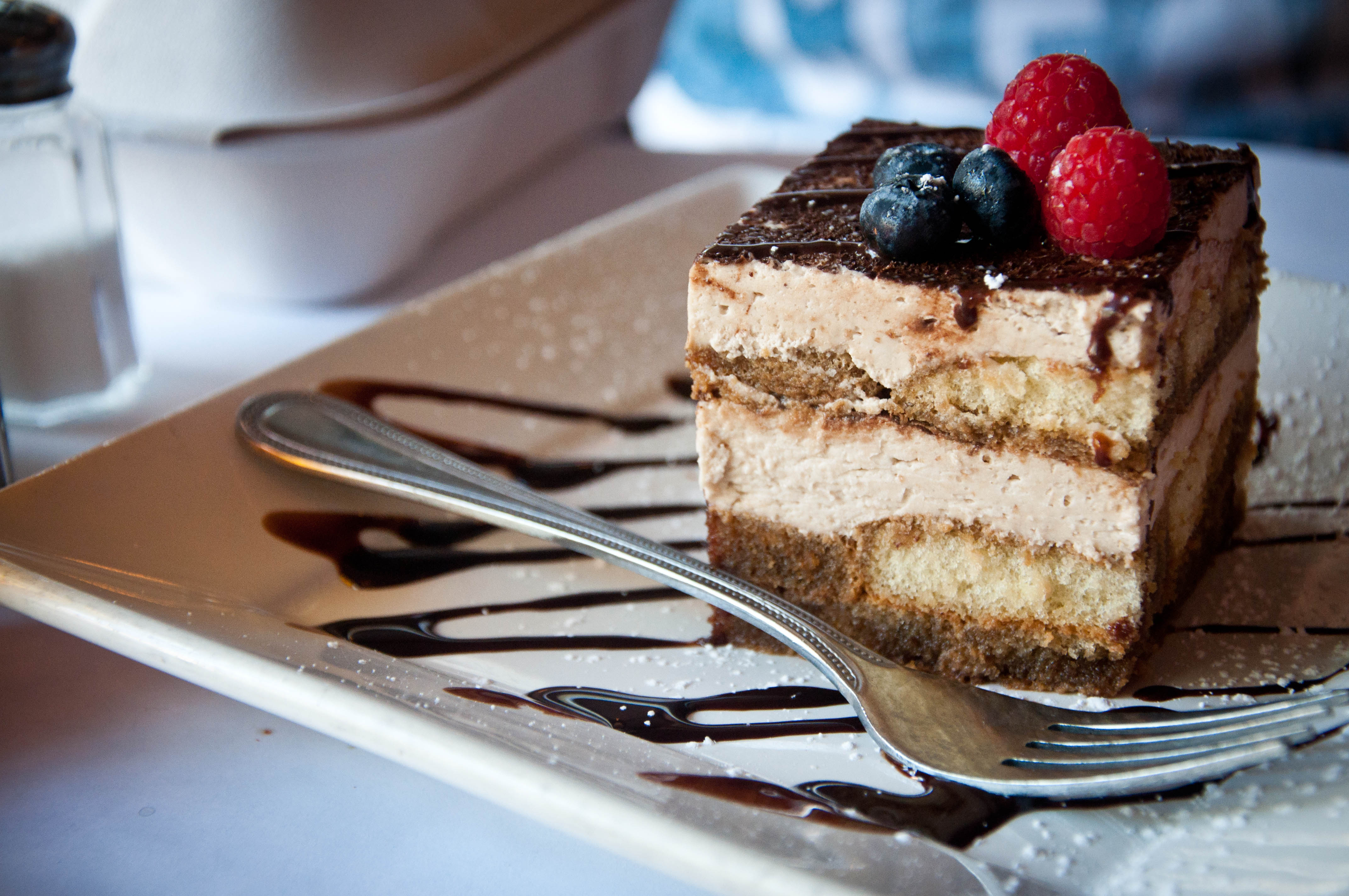
Tiramisu mit Heidel- und Himbeeren

Es wird immer wieder behauptet, das Tiramisu stamme von der toskanischen Zuppa del duca, der Zuppa inglese ab. Diese ist jedoch eine mit Englischer Creme gefüllte Schichttorte aus Biskuit, wohingegen das Tiramisu eine mit Mascarpone gefüllte Charlotte ist.
Nachdem der französische Koch Marie-Antoine Carême Anfang des 19. Jahrhunderts die Charlotte russe mit Biskuits zu Ehren des russischen Zaren erfunden hatte, stellten Köche aus Modena und Venezien, das damals unter österreichischer Verwaltung stand, eine Charlotte mit Mascarponecreme her. Diese wurde mit Weinbrand, Marsala oder Rum und die Biskuits mit Kaffee getränkt.
Zur Entstehung gibt es in Norditalien folgende Geschichten:
- 1939 soll das Dessert unter dem Namen Coppa Vetturino in der Trattoria Al Vetturino in Pieris serviert worden sein, damals aber mit Zabaglione anstelle von Mascarpone. Nachdem ein Gast in den 1940er Jahren ausrief: „Ottimo, c’ha tirato su“ („Ausgezeichnet, das hat mich hochgezogen“), soll der Inhaber Cosolo diese Nachspeise im dortigen Dialekt Tireme su genannt haben.
- 1951 soll das Tiramisu im Albergo Roma in Tolmezzo (Region Carnia) das erste Mal serviert worden sein. Den ersten schriftlichen Nachweis zeigt eine Speisekarte vom 16. August 1969 mit der Bezeichnung Tirami Su.
- 1956 soll Speranza Bon in Treviso in ihrem Ristorante Al Camin diese Süßspeise erstmals serviert haben. Nach ihrer Eheschließung eröffnete sie mit ihrem Mann Ottorino Garatti das Ristorante Al Fogher, wo diese Nachspeise weiterhin unter dem Namen Coppa Imperiale („Kaiserlicher Pokal“) zubereitet wurde.
- Ebenfalls bekannt wurde das Dessert 1981 durch einen Artikel von Giuseppe Maffioli in der Zeitschrift Vin Veneto über eine Süßspeise aus dem Restaurant Le Beccherie in Treviso. Hier wurde berichtet, dass Alba di Pillo zusammen mit dem Jungkoch Roberto Linguanotto das Tiramisu im Jahr 1972 „durch einfache Kombination von Zutaten, die schon immer verwendet wurden und allen bekannt waren“, erfunden habe.

Nach Linguanottos Angabe war die Erfindung die Folge einer Verwechslung bei der Herstellung von Vanilleeis. Er hatte versehentlich Mascarpone in eine Schüssel mit Eigelb und Zucker gegeben. Nachdem er das Ergebnis gekostet hatte, teilte er dies seiner Chefin mit, und die Mischung wurde durch die Hinzugabe von in Kaffee eingelegten Löffelbiskuits zu einem Dessert perfektioniert. Als Alba di Pillos Ehemann Ado Campeol am 30. Oktober 2021 im Alter von 93 Jahren starb, wurde er in ganz Italien als „Vater des Tiramisu“ betrauert, obwohl die Erfindung wohl vorrangig auf seine Frau und den Koch Linguanotto zurückgeht. In Vin Veneto wurde das damalige Originalrezept aufgeführt:
| Ricetta originale del Tirame-sù o Tiramisù Dosi per 5 persone 6 tuorli – rosse – d’uovo 150 gr. di zucchero bianco 500 gr. di mascarpone 0,5 Lt. di caffè – non zuccherato - Savoiardi – una trentina Polvere di cacao amaro per guarnire | Originalrezept für Tirame-sù oder Tiramisu Für 5 Personen 6 Eigelb 150 gr. weißer Zucker 500 gr. Mascarpone 0,5 Lt. Kaffee - ungesüßt - Löffelbiskuits - etwa dreißig Bitteres Kakaopulver zum Garnieren |

## Tiramisutorte

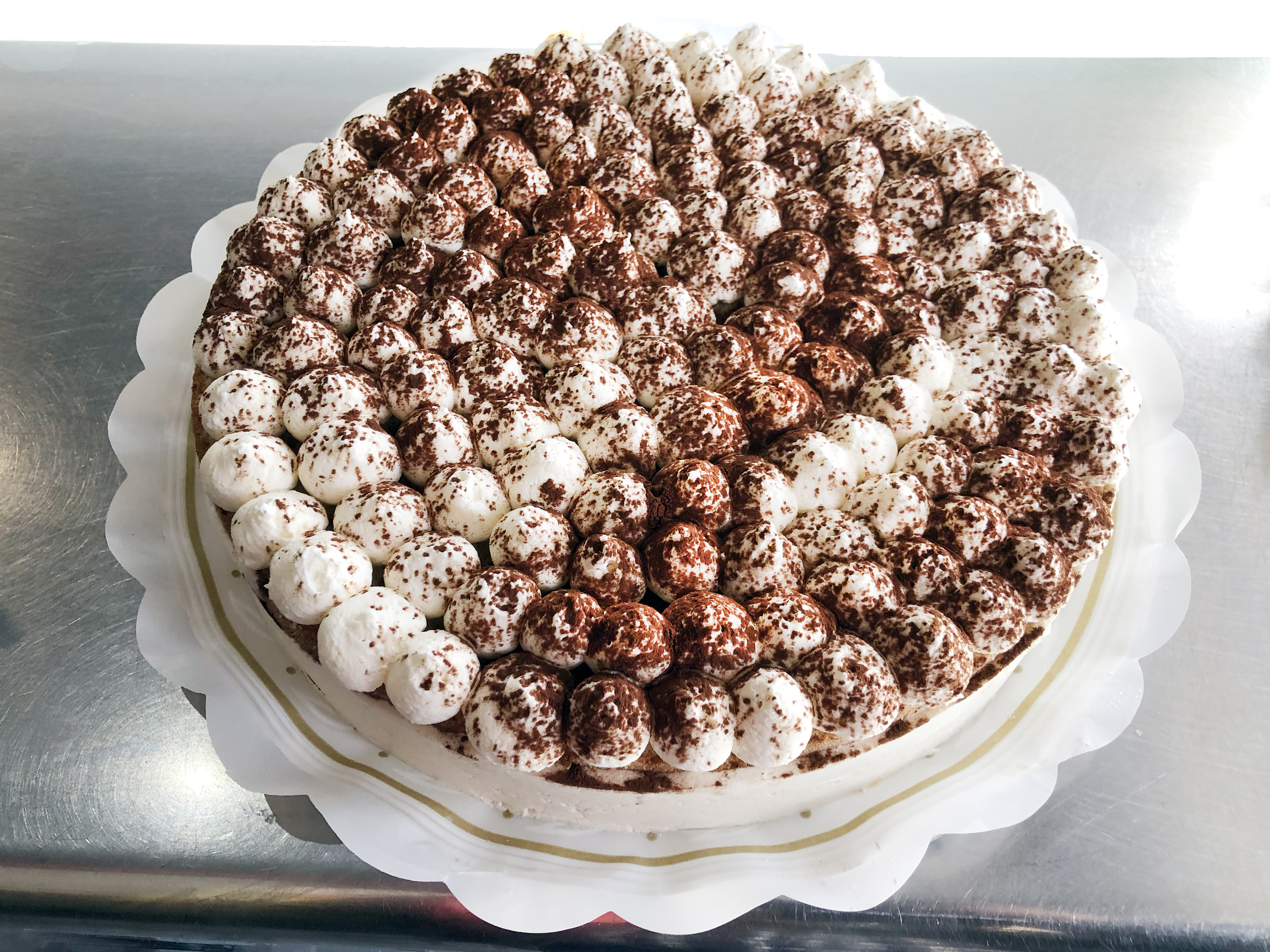
Tiramisutorte

Die Tiramisutorte (auch Tiramisu-Torte, ital. Torta al tiramisu) ist eine Abwandlung der Süßspeise. Sie unterscheidet sich vom Dessert dadurch, dass die typische Mascarpone-Füllung zwischen Tortenböden gefüllt wird. Die Torte aus Biskuitböden wird mit Tiramisu oder Mascarpone-Creme gefüllt. Die Füllung wird zum Beispiel aus Mascarpone, Schlagsahne, Tiramisu- oder Mokkapaste, Eiern und Gelatine zubereitet. Zum Tränken der Biskuitböden wird auch hier meist Alkohol und starker Kaffee verwendet. Bei einigen Rezepten werden rundherum am Tortenrand Löffelbiskuits angebracht.